# 永嘉郡
永嘉郡，中国东晋时设置的郡。

## 建置沿革

### 東晉南朝
晉明帝太寧元年（323年），分臨海郡温峤岭以南地区置永嘉郡，治所设于永宁县，領永宁、安固、横阳、松阳四县。晉孝武帝寧康三年（375年），分永寧縣立樂成縣。宋孝武帝孝建元年（454年），分揚州立東揚州，永嘉郡改屬東揚州。宋前廢帝永光元年（465年），省東揚州併揚州，永嘉郡還屬揚州。陳文帝天嘉三年（562年），復置東揚州，永嘉郡改屬東揚州。

### 隋唐
隋文帝开皇九年（589年），滅陳，廢永嘉郡，永宁、安固、横阳、乐成四县并為永嘉县，置處州。开皇十二年（592年），改處州為括州。隋煬帝大業三年（607年），改括州为永嘉郡，治括苍县（今浙江省丽水市），領四縣：括倉、永嘉、松陽、臨海。
唐高祖武德四年（621年），平李子通，改永嘉郡為括州。唐玄宗天寶元年（742年），改温州為永嘉郡，治永嘉縣，領四縣：永嘉（今浙江省温州市）、安固（今浙江省瑞安市安阳镇）、橫陽（今浙江省平阳县昆阳镇）、樂城（今浙江省乐清市乐成镇）。唐肃宗乾元元年（758年），復改永嘉郡為温州。

## 人口
- 宋孝武帝大明八年（464年），永嘉郡有6250戶，36680口。[1]
- 隋煬帝大業五年（609年），永嘉郡有10542戶。[3]
- 唐玄宗天寶十三載（754年），永嘉郡有42814戶，241694口。[4]

## 地志
郑缉之撰《永嘉群记》，是温州最早的地志，今存孙诒让辑本一卷。

## 行政長官

### 永嘉太守（323年—461年）
- 謝毅，晉穆帝時在任。[5]
- 孫綽，字興公，太原中都人，晉穆帝時在任。[6]
- 郭伯猷，東晉時在任。[7]
- 蔡邵，陳留考城人，東晉中期在任。[8]
- 謝鐵，陳郡陽夏人，東晉中期在任。[9]
- 司馬逸之，晉安帝隆安三年（399年）十一月為孫恩所殺。[10]
- 盧循，范陽涿人，晉安帝元興元年（402年）在任。[11]
- 駱球，晉安帝義熙三年（407年）二月伏誅。[10]
- 謝靈運，陳郡陽夏人，宋少帝永初三年（422年）出任，在郡一周，稱疾去職。[12]
- 顏延之，字延年，琅邪臨沂人，宋文帝元嘉中在任。[13]
- 裴松之，字世期，河東聞喜人，宋文帝元嘉中在任。[14]
- 檀道鸞，南朝宋時在任。[15]
- 袁王壽，南朝宋時在任。[15]
- 王休，琅邪臨沂人，宋孝武帝孝建中在任。[16]

### 永嘉太守（466年—493年）
- 何求，字子有，廬江灊人，宋後廢帝元徽中在任。[17]
- 王瞻，太原祁人，齊高帝建元元年（479年）除，詣闕跪拜不如儀，送付廷尉殺之。[18]
- 到撝，字茂謙，彭城武原人，齊高帝建元中在任。[19]
- 蕭毅，蘭陵人，齊武帝永明中在任。[20]
- 江山圖，南朝齊時在任。[21]
- 庾曇隆，齊武帝永明末在任。[22]

### 永嘉太守（495年—552年）
- 范述曾，字子玄，吳郡錢唐人，齊明帝建武中在任。[23]
- 丘遲，字希範，吳興烏程人，梁武帝天監三年（504年）到四年（505年）在任。[24]
- 沈旋，吳興武康人，梁武帝天監中在任。[25]
- 王沖，字長深，琅邪臨沂人，梁武帝天監中在任。[26]
- 蕭子恪，字景沖，蘭陵人，梁武帝天監中在任。[27]
- 王筠，字元禮，一字德柔，琅邪臨沂人，梁武帝中大同元年（546年）除，以疾固辭。[28]
- 秦遠，蕭棟天正元年（551年）十月降於張彪。[29]

### 永嘉內史（552年—557年）
- 沈恪，字子恭，吳興武康人，梁敬帝太平元年（556年）除，未拜。[30]

### 永嘉內史（583年—589年）
- 毛喜，字伯武，滎陽陽武人，陳後主至德元年（583年）到三年（585年）在任。[31]

### 永嘉郡太守（742年—758年）
- 张九章（天宝年间）
- 李江（753年）[32]

## 國主

### 南朝宋永嘉國（461年—466年）
| 永嘉國（461年—466年）丨食邑2000戶 |          |    |        |             |                |
| 代數                              | 封爵     | 謚 | 姓名   | 在位時間    | 備註           |
| 1                                 | 永嘉郡王 |    | 劉子仁 | 461年—466年 | 宋孝武帝第九子 |
| 伏誅，國除                        |          |    |        |             |                |

### 南朝齊永嘉國（493年—495年）
| 永嘉國（493年—495年）/桂陽國（495年—498年）丨食邑2000戶 |                   |    |        |             |              |
| 代數                                                    | 封爵              | 謚 | 姓名   | 在位時間    | 備註         |
| 1                                                       | 永嘉郡王→桂陽郡王 |    | 蕭昭粲 | 493年—498年 | 齊文帝第四子 |
| 伏誅，國除                                              |                   |    |        |             |              |

### 南朝梁永嘉國（552年—558年）
| 永嘉國（552年—558年） |          |    |      |             |          |
| 代數                  | 封爵     | 謚 | 姓名 | 在位時間    | 備註     |
| 1                     | 永嘉郡王 |    | 蕭莊 | 552年—558年 | 蕭方等子 |
| 即皇帝位，國除        |          |    |      |             |          |

### 南朝陳永嘉國（583年—589年）
| 永嘉國（583年—589年） |          |    |      |             |              |
| 代數                  | 封爵     | 謚 | 姓名 | 在位時間    | 備註         |
| 1                     | 永嘉郡王 |    | 陳彥 | 583年—589年 | 陳後主第三子 |
| 陳亡，國除            |          |    |      |             |              |

## 徵引文獻及註釋
1. 1 2  《宋書 卷三十五 志第二十五》
2. ↑  《陳書 卷三 本紀第三》
3. 1 2  《隋書 卷三十一 志第二十六》
4. 1 2  《舊唐書 卷四十 志第二十》
5. ↑  《晉書 卷七十六 列傳第四十六》
6. ↑  《晉書 卷五十六 列傳第二十六》
7. ↑  《搜神記 卷十》
8. ↑  《晉書 卷七十七 列傳第四十七》
9. ↑  《晉書 卷七十九 列傳第四十九》
10. 1 2  《晉書 卷十 帝紀第十》
11. ↑  《宋書 卷一 本紀第一》
12. ↑  《宋書 卷六十七 列傳第二十七》
13. ↑  《宋書 卷七十三 列傳第三十三》
14. ↑  《宋書 卷六十四 列傳第二十四》
15. 1 2  《隋書 卷三十三 志第二十八》
16. ↑  《宋書 卷七十五 列傳第三十五》
17. ↑  《南齊書 卷五十四 列傳第三十五》
18. ↑  《南齊書 卷二十七 列傳第八》
19. ↑  《南齊書 卷三十七 列傳第十八》
20. ↑  《南齊書 卷三十八 列傳第十九》
21. ↑  《隋書 卷三十五 志第三十》
22. ↑  《梁書 卷十四 列傳第八》
23. ↑  《梁書 卷五十三 列傳第四十七》
24. ↑  《梁書 卷四十九 列傳第四十三》
25. ↑  《梁書 卷十三 列傳第七》
26. ↑  《陳書 卷十七 列傳第十一》
27. ↑  《梁書 卷三十五 列傳第二十九》
28. ↑  《梁書 卷三十三 列傳第二十七》
29. ↑  《梁書 卷五十六 列傳第五十》
30. ↑  《陳書 卷十二 列傳第六》
31. ↑  《陳書 卷二十九 列傳第二十三》
32. ↑  《唐刺史考全编》